# Jorge González (álbum)
Jorge González es el título del álbum debut de estudio homónimo en solitario grabado por el exlíder, bajista y vocalista de la banda chilena Los Prisioneros, Jorge González, grabado en 1992 en Los Ángeles, California y lanzado al mercado por la empresa discográfica EMI Odeón Chilena el 31 de marzo de 1993. Su producción estuvo a cargo de Gustavo Santaolalla con la participación de Aníbal Kerpel. Todos los temas incluidos en este disco fueron escritos y compuestos por González.
Solo para Ecuador, el álbum se promocionó y vendió como Esta es para hacerte feliz, con un arte similar al sencillo mencionado.

## Historia
Debido al gran reconocimiento y éxito internacional que Los Prisioneros habían cosechado con el disco Corazones (1990), el sello EMI, convencidos de que Jorge González se convertiría en la próxima gran estrella latinoamericana, invirtió en él un presupuesto estimado de dos millones de dólares USD, algo nunca antes visto en la industria musical chilena. El acuerdo incluyó contrato firmado en Londres, entrenamiento vocal por Ron Anderson, grabación y mezcla en estudios de primera línea en Los Ángeles, producción a cargo de Gustavo Santaolalla (quien ya había trabajado anteriormente en Corazones), edición a nivel panregional en toda Latinoamérica y Estados Unidos, además de una gran campaña de promoción por radios, televisión y piezas publicitarias. Esto convirtió a González en «artista prioritario a nivel regional» para EMI.
En un principio, tanto Warner Music como EMI mostraron interés en fichar a González como solista. En palabras de su mánager Carlos Fonseca:

Empezamos a hacer una guerra entre los dos sellos y el precio empezó a subir y el contrato empezó a subir. Terminamos negociando el contrato en Los Ángeles y firmándolo en Londres. Fue un contrato millonario, un contrato realmente de 2 millones de dólares, con un anticipo de 600 mil dólares, de grabar el disco con Gustavo Santaolalla en Los Ángeles, full producción. Ese disco costó un cuarto de millón de dólares grabarlo, fueron seis meses de preproducción, cuatro meses de grabación. Un disco excelente a nivel técnico, pero no es lo que la gente quería de Jorge González.
Carlos Fonseca, mánager.

En enero de 1993, el tema "Mi casa en el árbol" fue enviado como adelanto promocional a las radios chilenas. A pesar de la preferencia inicial de Carlos Fonseca y Jorge González por esta canción, EMI decidió lanzar "Esta es para hacerte feliz" como el primer sencillo en marzo de 1993, siendo esta la elección de la compañía para México y Estados Unidos. Este lanzamiento estuvo acompañado de un videoclip dirigido por Cristian Galaz, filmado en Puerto Viejo en la ciudad de Caldera, donde González se mostraba en un tono completamente positivo y alegre, una sensación que se reflejó en todo el arte del disco y su campaña de marketing. EMI intentaba así distanciarlo abruptamente de la imagen amarga y contestataria que dejaron Los Prisioneros. Tanto la canción como su videoclip alcanzaron una amplia difusión a nivel hispanoamericano. Posteriormente, se lanzaron como sencillos "Mi casa en el árbol" y "Fe".
Sin embargo, las expectativas para el álbum eran muy altas y las ventas no alcanzaron las 700,000 copias a nivel latinoamericano que se habían anticipado inicialmente, lo que resultó en una decepción tanto para EMI como para González. El artista se sintió fuera de lugar debido a lo que percibió como una sobreproducción, comenzando por el lanzamiento del 29 de marzo en el Hotel Sheraton de Santiago. González comentó: "A mi compañía se le ocurrió la poco feliz idea de hacer el lanzamiento en el Sheraton, como si me hubiera convertido en un baladista. Eso evitó que mucha gente lo escuchara (el álbum). Estoy apenado". La prensa chilena criticó al artista por supuestamente haberse "aburguesado y vendido al sistema", señalando el monto de su contrato con EMI y la producción del álbum en Estados Unidos, y cuestionando el cambio de enfoque desde sus temas previos de crítica social. Esos comentarios lo desmotivaron y le quitaron toda confianza en su nuevo trabajo.
Carlos Fonseca explicó: "Chile reaccionó mal con su disco, reaccionó mal con las fotos, reaccionó mal con el primer single, reaccionó mal con el lanzamiento, y eso lo hizo retroceder, desconocer el disco y abandonarlo".

En ese álbum yo escribí las canciones, pero casi no toqué, no participé de los arreglos. Soy nada más que el cantante y compositor. En ese disco puse oreja a cosas que me venían diciendo desde el inicio de Los Prisioneros... que dejara que tocaran músicos profesionales, que dejara que la compañía hiciera su trabajo. Bueno, lo hice así y resultó una cosa que era la nada. La promoción fue horrible, me daba vergüenza, me costaba hasta salir a la calle. Encontraba que los singles que se eligieron, la manera en que se promocionaron fueron nada' que ver con lo que yo soy, he sido y siempre seré. Si hubiese sido un gallo que no tenía talento, que nadie conocía, a lo mejor había que inventarle un cuento. Pero no era ese el caso, no había para qué hacer tanta faramaña. Corazones fue muy exitoso y todos querían un álbum altiro. Y yo no estaba preparado. 

Pero en lo que no me equivoqué fue en las composiciones. Los demos eran maravillosos, la simpleza de la música y la letra se conjugaban muy bien con los arreglos. Pero después, terminar con orquesta y con cuatro máquinas de 24, sincronizadas, mezclándose con 98 pistas, es casi obsceno. Yo decidí dar el vamos a todo eso, yo soy el responsable. Gustavo Santaolalla es un capo, pero yo debí haber "tomado el disco por las bolas", como él mismo me decía y orientarlo y no haber sido tan jipi y dejar que todo fluyera. (...) Todo ese álbum tenía mucho de desorientación y de estar pegado con cosas que tienen que ver con escapar de la realidad. No hablo de drogas charchas como la cocaína pero sí de cosas más sicodélicas.
Jorge González.

A pesar de las expectativas, el álbum logra obtener la certificación de platino con 40,000 copias vendidas en Chile y un total de 70,000 copias en todo el continente americano. "Vendió nada más que el doble de lo que vendieron Los Tres. Hay que verlo en perspectiva. Fue un fracaso, pero vendió el doble de la banda revelación del año. Es un fracaso al tratarse de mí", comentaría González posteriormente.

El disco salió en Chile y en Estados Unidos. En México salió como a los 4 meses, atrasado, y lo sacaron en Argentina, con una inversión de marketing chiquitita. Jorge tampoco ayudó mucho con su actitud, pero la verdad es que lo que nos pasó es que armamos un disco pensando en un mercado hispanoamericano y terminamos con el disco vendiéndose en Chile. Y claro, para Chile, Jorge cantando “Ésta es para hacerte feliz” o “Mi casa en el árbol” era un despropósito. “¿Qué está haciendo Jorge González?”, pero esos singles los elegimos porque en México y Estados Unidos les interesaban esos singles y ahí íbamos a pegar. Pero allá no se hizo el trabajo. Terminamos con un disco que no tenía patria. Pasó que cuando se volvieron a juntar Los Prisioneros y fuimos de gira a Estados Unidos y a México, “Mi casa en un árbol”, “Fe” y “Ésta es para hacerte feliz” eran hits. Pero como es Jorge, con el efecto Chile, con lo mal que lo trataron, se desilusionó del disco, no lo quiso seguir promoviendo, se picó, nos peleamos.
Carlos Fonseca, mánager.

Aunque inicialmente González no tenía intenciones de presentar el disco en vivo y llegó a rechazar una invitación de Gustavo Santaolalla y Aníbal Kerpel para ser su banda de apoyo (algo que Carlos Fonseca consideró un error que cambiaría el destino del proyecto), terminó formando un grupo con Sebastián "Tan" Levine en la batería, los hermanos Pedro y Archi Frugone (de la banda Anachena) en guitarra y bajo respectivamente, y Carlos Cabezas de los Electrodomésticos, quien se encargaría de la mesa de sonido. En julio de 1993, González debutó con esta formación en presentaciones privadas en lugares como La Batuta y la discoteca Oz en Santiago, y también en el programa "Martes 13" de Canal 13.Finalmente, el disco fue presentado al público el 10 de septiembre en el Teatro California, hoy conocido como Teatro Municipal de Ñuñoa. Tras este concierto, el plan original era realizar una gira por toda Latinoamérica y Estados Unidos durante los meses siguientes. Sin embargo, a último momento, debido a tensiones entre González, Carlos Fonseca y EMI, la gira fue cancelada y la banda se disolvió.Meses más tarde, Jorge terminaría llevando a cabo una gira por Chile, de carácter mucho más austero, acompañado por una nueva banda formada por su hermano Marco González en la guitarra y Rodrigo Peña en la batería. Durante esta gira, realizaron cerca de 25 presentaciones en diversas localidades del país, como Tierra Amarilla, Colbún, Traiguén y Viña del Mar.
En octubre de 1993, González pidió la renuncia de Carlos Fonseca como su mánager debido a diferencias en la dirección de su carrera. "Me estaban lanzando como Chayanne y eso es un error, porque a la gente que le gusta Chayanne no le va a gustar lo que hago yo. Además, no hace falta. ¿Qué falta hace que le inventen un cuento a lo que uno hace, cuando realmente ya hay una plataforma de público dispuesto a escucharte?", comentó González posteriormente.
En diciembre de 1993, Jorge González aprovechó las pantallas de Televisión Nacional de Chile para reafirmar su descontento: “Todo el lanzamiento de mi disco fue una cosa bastante horrorosa de la que quisiera olvidarme. Tuve que tener mucha fuerza y coraje para poder volver a instalarme de la manera en que me gusta trabajar a mí, que es en otra onda”.
Durante una visita promocional en la ciudad de Iquique en diciembre de 1993, González comentó: "La aventura de hacer un disco con montones de músicos de sesión experimentados y grabarlo todo en Los Ángeles con un gran presupuesto hizo que se ganaran cosas en el aspecto técnico y de alta fidelidad, pero hizo que se perdieran otras en el aspecto folklórico, que era algo que Los Prisioneros llegaron a manejar de una forma muy original, esa cosa artesanal y de ciudad. (...) Considero que hay algunas canciones que son muy buenas, pero que cuando estaban en la grabación de demostración en Santiago en casa, con menos elementos, tenían más fuerza. Pienso que a lo mejor saqué muy pronto el primer disco solista; debería haberme consolidado un poco más, haber tocado en vivo primero, haber sabido quién era yo como solista y después editarlo. Pero había una cosa exitista alrededor mío, tan urgida de continuar con esto de las canciones y el cuento, que salió cuando salió".
Al año siguiente, en 1994, González modificó su contrato de cuatro años y tres discos con EMI para firmar otro de apenas un año. En octubre lanzó "El futuro se fue", un álbum completamente alejado del glamour que predominó en su debut y sin promoción alguna, marcando así el fin de su relación con el sello.
Jorge González fue relanzado en vinilo en mayo de 2012 por EMI (por primera vez en Chile, pese a que en países como Colombia y Ecuador sí fue editado en este formato en 1993), con un arte gráfico distinto al original, algunos temas acortados (por falta de capacidad en el vinilo) y con la sustracción de "Esas mañanas".
De este álbum, las canciones Esta es para hacerte feliz, Mi casa en el árbol, Más palabras, Esas mañanas y una versión homenaje de Fe en 2015, aparecen en el álbum Antología de Jorge González de 2017.
Se publicaron covers de las canciones Esta es para hacerte feliz, Velocidad, Mi casa en el árbol, Voluntad, Fe, Guitarras viajeras, y Esas mañanas en el disco homenaje a González Esta es para hacerte feliz de 2019.

## Lista de canciones
Todas las canciones escritas y compuestas por Jorge González. 
| Jorge González |                              |          |  |
| N.º            | Título                       | Duración |  |
| 1.             | «Esta es para hacerte feliz» | 4:29     |  |
| 2.             | «Hombre»                     | 4:47     |  |
| 3.             | «Pastilla»                   | 4:33     |  |
| 4.             | «Velocidad»                  | 3:52     |  |
| 5.             | «Mi casa en el árbol»        | 4:19     |  |
| 6.             | «Volar»                      | 4:25     |  |
| 7.             | «Voluntad»                   | 3:04     |  |
| 8.             | «Fe»                         | 4:26     |  |
| 9.             | «Guitarras viajeras»         | 3:22     |  |
| 10.            | «Piedad»                     | 4:31     |  |
| 11.            | «Lluvia»                     | 4:10     |  |
| 12.            | «Más palabras»               | 5:50     |  |
| 13.            | «Mamá»                       | 3:54     |  |
| 14.            | «Esas mañanas»               | 2:59     |  |
| 58:46          |                              |          |  |

## Créditos
Personal indicado en las notas del álbum.
| Músicos - Jorge González – voces, composición - John Andrew Schreiner – arreglos (tracks 1, 4–7, 11) - Alejandra Palacios – coros (track 10) - Ana Santaolalla – coros (track 10) - Isela Sotelo – coros (tracks 1, 7, 8, 12) - Monica Campins – coros (track 10) - Orfelia Santaolalla – coros (track 10) - Natasha Welch – voces (track 3) - Stephen Kupka – saxofón barítono (tracks 1, 12) - Emilio Castillo – saxofón tenor (tracks 1, 12) - Gary Herbig – saxofón tenor (tracks 1, 12) - Greg Adams – trompeta (tracks 1, 12) - Lee Thornburg – trompeta (tracks 1, 12) - Ready Freddy Washington – bajo (tracks 1–5, 7, 8, 11, 12) - Laurie Buhne – bajo (tracks 2, 6) - John Robinson – batería (tracks 1, 2, 4, 6, 9–12), hi hat (tracks 3, 5, 7) - Rob Brills – batería (tracks 2, 8, 10), hi hat (tracks 3, 5) - Luis Conte – percusión (tracks 1, 2, 5, 6, 10, 11) - Rob Brills – pandero (track 3) - Sal Márquez – órgano (track 3), trompeta (tracks 1, 2) - Tower Of Power Horn Section – órgano - John Andrew Schreiner – melotrón (track 1) | Producción - Gustavo Santaolalla – grabación, producción - Máximo Quiroz – productor ejecutivo - Carlos Fonseca – productor ejecutivo - Aníbal Kerpel – productor ejecutivo, ingeniero de sonido - Fred Kelly – asistente de mezcla - Tony Peluso – grabación, mezcla - Gordon Suffield – asistente de ingeniero de sonido - Sally Browder – asistente de ingeniero de sonido - Craig Porteils – ingeniero de sonido - Gabriel Sutter – ingeniero de sonido - Roger Young – grabación de cuerdas - Don Tittle – grabación de voces - Moshe Brakha – fotografía - Jacqueline Fresard – diseño, dirección de arte - Ron Anderson – asistencia musical (vocal coach) |